# Indasclera similis
Indasclera similis es una especie de coleóptero de la familia Oedemeridae.

## Distribución geográfica
Habita en Megalaya (India).